# 支配下
| ウィキペディアには「支配下」という見出しの百科事典記事はありません（タイトルに「支配下」を含むページの一覧/「支配下」で始まるページの一覧）。 代わりにウィクショナリーのページ「支配下」が役に立つかもしれません。 |